# FC TuBa Pohlheim
Der FC Turabdin-Babylon Pohlheim (kurz: FC TuBa Pohlheim) ist ein Fußballverein aus Pohlheim im mittelhessischen Landkreis Gießen. Er wurde am 14. Dezember 1986 gegründet und ist bekannt für seine aramäischen Wurzeln sowie seine integrative Vereinsarbeit.

## Geschichte
Der Verein wurde 1986 von Mitgliedern der aramäischen Gemeinschaft gegründet, die aus der Region Tur Abdin in Südostanatolien stammen. Der Name „Turabdin“ bedeutet „Berg der Knechte Gottes“ und verweist auf die Herkunft der Gründungsmitglieder. „Babylon“ symbolisiert die Verbindung zur mesopotamischen Kultur. Der Verein versteht sich als Brücke zwischen kultureller Identität und sportlicher Integration. Im Laufe der Jahre entwickelte sich der FC Turabdin-Babylon Pohlheim zu einem festen Bestandteil des regionalen Fußballs. Besonders erfolgreich war die Saison 2024/25, in der die erste Mannschaft die Meisterschaft in der Verbandsliga Hessen-Mitte feiern und in die Hessenliga aufsteigen konnte. Auch die zweite Mannschaft und die Jugendabteilungen konnten in dieser Zeit Aufstiege realisieren.

## Vereinsstruktur
Der Verein ist als eingetragener Verein (e.V.) organisiert und hat seinen Sitz in der Ludwigstraße 15, 35415 Pohlheim. Er verfügt über mehrere Mannschaften:
- 1. Mannschaft: Spielt in der Lotto Hessenliga (5. Liga).
- 2. Mannschaft: Aktiv in der Kreisoberliga Gießen/Marburg.
- 3. Mannschaft: Tritt in der Kreisliga B Gießen an.
- Jugendabteilungen: In Kooperation mit der JSG Leihgestern/FC TuBa werden verschiedene Jugendmannschaften betrieben.

## Stadion
Die Heimspiele trägt der Verein zurzeit auf dem Sportplatz auf dem Bettenberg aus, der eine Kapazität von etwa 2.000 Zuschauerplätzen bietet.